# Paraffinom des Penis

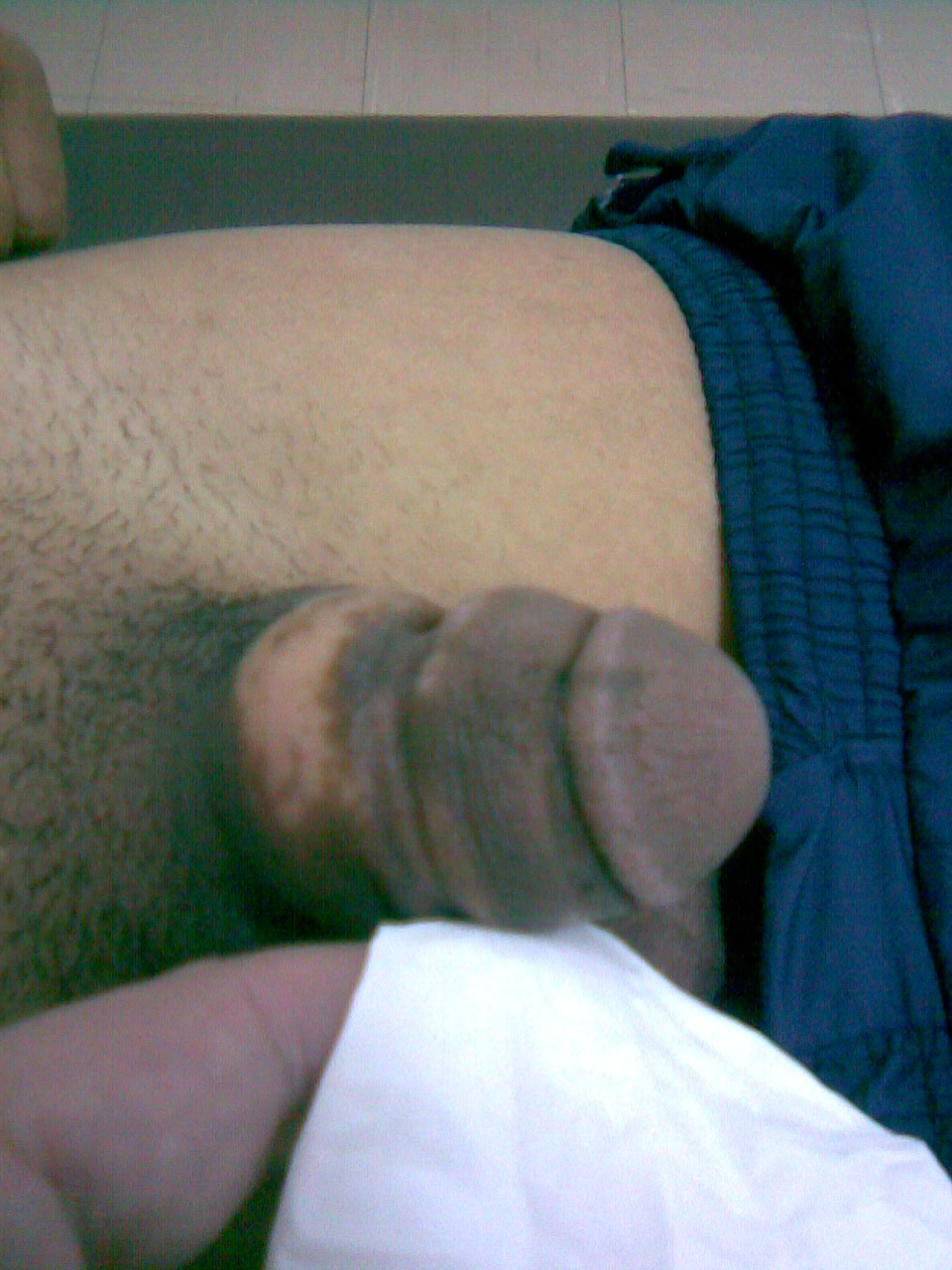
Ein Penis mit Paraffinom, verursacht durch die intraurethrale Injektion von flüssigem Paraffin (30-jähriger Patient). In der linken unteren Ecke im Bild ein Finger des untersuchenden Arztes.

Das Paraffinom des Penis ist eine spezielle Form eines sklerosierenden Lipogranuloms im Bereich des Penis. Das Paraffinom des Penis hat ausschließlich exogene Ursachen und weist unbehandelt eine ausgesprochen schlechte Prognose auf.

## Epidemiologie und Ätiologie
Zu Beginn des 20. Jahrhunderts war in Europa die Injektion von Paraffinen oder auch Mineralölen unter die Haut des Penis eine verbreitete Praktik zur Penisvergrößerung. Nachdem viele Jahre später die unerwünschten Nebenwirkungen allmählich bekannt worden waren, verschwand diese Technik in Westeuropa weitgehend. In vielen osteuropäischen Ländern und Korea wird sie vereinzelt noch heute ausgeübt.
Diese Form der Penisvergrößerung wird gegenwärtig fast ausschließlich von Nicht-Medizinern durchgeführt. In einer 1996 veröffentlichten Studie über 26 koreanische Patienten im Zeitraum von 1981 bis 1993 lag das Durchschnittsalter der Patienten bei 39,6 Jahren, wobei das Altersintervall von 19 bis 77 Jahre reichte. Als Gründe für die Behandlung gaben die Patienten im Wesentlichen an: den Wunsch nach einem größeren Penis (14), erektile Dysfunktion (7), den Wunsch, den Sexualpartner befriedigen zu können (5 Patienten). Die Injektionen erfüllten nur in zwei Fällen (Befriedigung des Sexualpartners) auch die Wünsche der Betroffenen. Nach durchschnittlich 18,5 Monaten wurde bei 19 der 26 Patienten der Penis im Bereich der Injektionsstellen schmerzhaft. Die restlichen sieben Patienten waren schmerzfrei, beklagten aber eine Verfärbung der Penishaut und eine Veränderung der Penisgeometrie. Bei 17 der 19 Patienten ulzerierten die Lipogranulome, mit gelegentlichen eitrigen Ausflüssen. Die injizierten Paraffine oder Mineralöle blieben auf den Bereich des Penis fixiert. Eine Diffusion in andere Organe wurde nicht beobachtet.
In einer anderen Studie wurden 357 koreanische Männer zu dem Ergebnis der Paraffininjektion in ihren Penis befragt. 91 Prozent waren mit dem Ergebnis der Injektion nicht zufrieden, 74 Prozent würden das injizierte Material gerne wieder entfernt haben und lediglich 15,6 Prozent hatten keine Nebenwirkungen. Dagegen klagte die Mehrzahl über Entzündungen, Hautnekrosen und Schmerzen.
Von der ersten Injektion der Flüssigkeit bis zum Ausbruch des Paraffinoms vergeht in den meisten Fällen ein Zeitraum von mindestens einem Jahr; in Einzelfällen können nahezu 40 Jahre vergehen.

## Pathologie
→ siehe Hauptartikel Lipidgranulom
Die subkutane Injektion von nicht-resorbierbaren Flüssigkeiten in den Penis – aber auch generell in andere Bereiche des Körpers – kann zu einer Fremdkörperreaktion führen, die die Bildung eines Fremdkörpergranuloms zur Folge hat. Ein Fremdkörpergranulom ist ein nicht-infektiöses Granulom. Dies ist eine knotenartige Gewebeneubildung, die aus Epitheloidzellen, mononukleären Zellen oder Riesenzellen besteht, die sich um den Fremdkörper legen und diesen einkapseln. Die Lipidgranulome entstehen als Folge einer unspezifischen Immunantwort des Organismus.

## Therapie
Ein Paraffinom des Penis sollte in jedem Fall behandelt werden, da die Erkrankung in den meisten Fällen einen progredienten, das heißt sich stetig verschlechternden Verlauf hat.
Die Methode der Wahl ist die vollständige Entfernung der Penisvorhaut (Zirkumzision) und die radikale Exzision („herausschneiden“) der Paraffinome. Werden die Paraffinome nicht vollständig entfernt, so können sie nach der Entfernung rezidivieren. In vielen Fällen ist eine Phalloplastie, das heißt eine Rekonstruktion des Penis aus körpereigenem Gewebe, notwendig.
Wenn der Patient einer operativen Entfernung des Paraffinoms nicht zustimmt oder aber bei weniger schwerwiegendem Verlauf, kann auch eine konservative Behandlung erfolgen. Sie erfolgt im Wesentlichen symptomatisch, durch wiederholte Injektion von Glucocorticoiden wie Triamcinolon direkt in das Paraffinom. Langzeitergebnisse über diese Therapieform liegen nicht vor.
Auch die orale Gabe von Corticosteroiden ist eine Option. Einige Autoren empfehlen dies als Erstlinientherapie und die operative Entfernung der Paraffinome nur bei einem Nicht-Ansprechen dieser Therapieform.
Speziell bei älteren Patienten mit ulzerierenden Läsionen des Penis besteht die Gefahr, dass sich aus dem chronisch entzündeten Gewebe ein Plattenepithelkarzinom entwickelt.

## Medizingeschichtliches

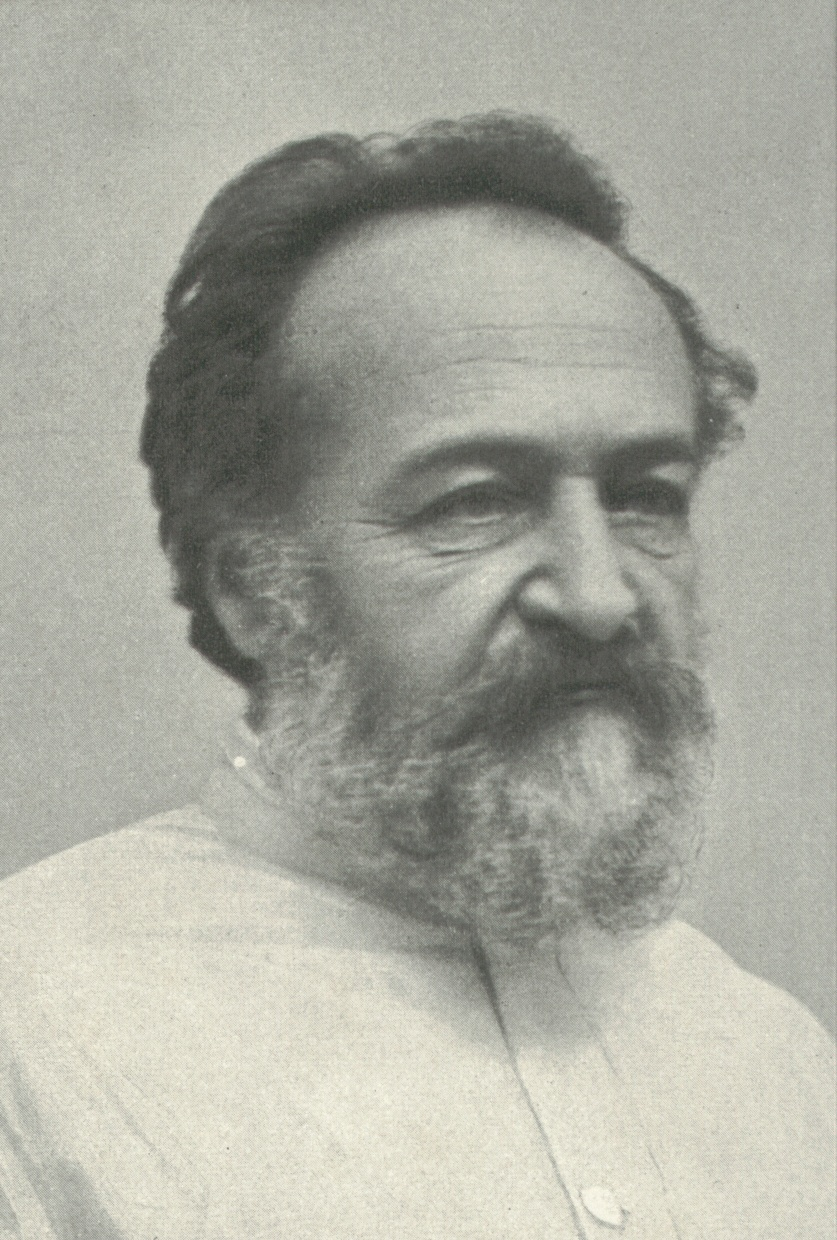
Robert Gersuny (1844–1924) verwendete 1899 erstmals Paraffin für eine Hodenprothese – ein folgenschwerer Fehler, wie sich erst Jahrzehnte später herausstellte.

Der österreichische Chirurg Robert Gersuny berichtete 1903 erstmals von der Verwendung von Paraffin als Hodenprothese. Bei einem Patienten, dem – als Folge einer tuberkulösen Orchitis – beide Hoden entfernt werden mussten (Orchiektomie), injizierte er 1899 Paraffin. Durch den (kurzfristigen) Erfolg seiner Rekonstruktion ermutigt, begannen Gersuny und eine Reihe von Kollegen weltweit damit, verschiedene Mineralöle und Paraffine in unterschiedliche Regionen des Körpers zu injizieren; so bspw. zur Behandlung von Deformationen des Gesichtes, Hämorrhoiden, Inkontinenz, Hernien und zur Vergrößerung des Penis. Der Boom endete nach etwa 20 Jahren, da inzwischen die desaströsen Spätfolgen dieser Injektionen allmählich bekannt wurden. Um 1950 wurden diese Materialien zur Injektion dann endgültig aufgegeben und beispielsweise durch Kollagen ersetzt.

## Weiterführende Literatur
Fachartikel
- K. Pónyai, M. Marschalkó, J. Hársing, E. Ostorházy, Z. Kelemen, P. Nyirády, V. Várkonyi, S. Kárpáti: Paraffinoma. In: J Dtsch Dermatol Ges 8, 2010, S. 686–688 PMID 20337771.
- K. Hohaus u. a.: Mineral oil granuloma of the penis. In: J Eur Acad Dermatol Venereol 17, 2003, S. 585–587 PMID 12941103.
- R. C. Stewart u. a.: Granulomas of the penis from self-injections with oils. In: Plast Reconstr Surg 64, 1979, S. 108–111 PMID 377327.

Fachbücher
- W. Remmle: Pathologie: Kopf-Hals-Region, Weichgewebstumoren, Haut. Band 7, 3. Auflage, Verlag Springer, 2008, ISBN 3-540-72884-8, S. 705–706. eingeschränkte Vorschau in der Google-Buchsuche